# Kirche Allenburg

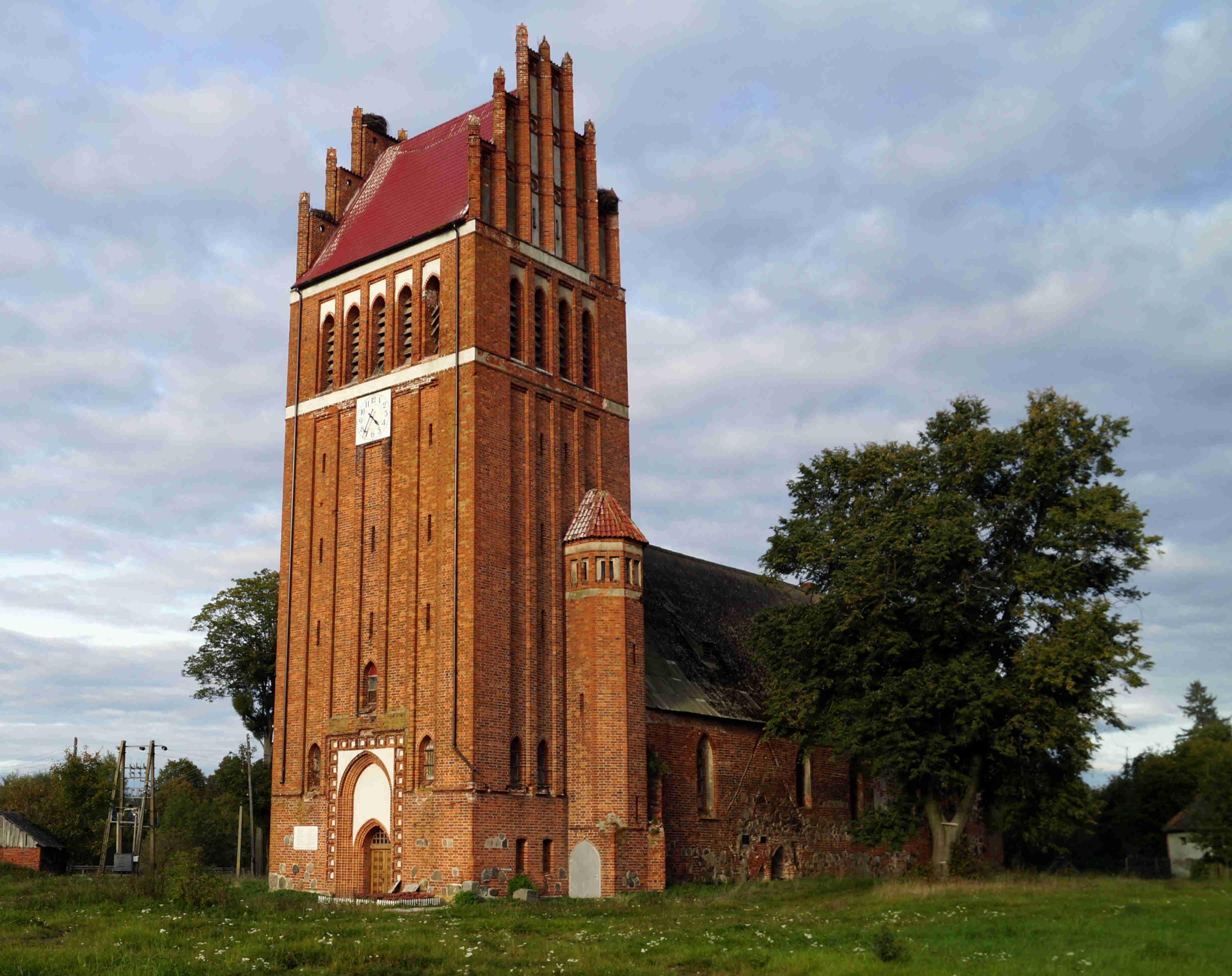
Kirche Allenburg

Die Kirche Allenburg (russisch Алленбургская кирха) befindet sich in Druschba in der Oblast Kaliningrad im vormaligen deutschen  Ostpreußen.

## Geschichte
Im Jahr 1400 verlieh Hochmeister Konrad von Jungingen Allenburg die kulmische Handfeste, wobei die Pfarrei mit vier Freihufen dotiert wurde. 1401 stiftete der Hochmeister der Allenburger Kirche 1 Mark. Der Ausbau der Kirche in Stein erfolgte wohl um den Anfang des 15. Jahrhunderts mit der Erhebung der Burgsiedlung zur Stadt. Vermutlich war der Bau aufgrund des Krieges 1409/11 unterbrochen. Für 1541 ist überliefert, dass die Kirchenväter dem Rat 150 Mark für Kalk und Ziegel für den Turmbau schuldeten. In der zweiten Hälfte des 15. Jahrhunderts wurden die Kirche nach Westen erweitert sowie der Giebel erbaut.
Während des Ersten Weltkriegs 1914 wurde die Kirche so stark beschädigt, so dass nur noch die Umfassungsmauern, der Ostgiebel und das Erdgeschoss des Turms erhalten blieben. Bis 1925 wurde der Bau wiedererrichtet. Im Zweiten Weltkrieg unversehrt, nunmehr Teil der Sowjetunion, wurde der Bau teils als Lagerhalle benutzt, Sakristei und Vorhalle wurden abgerissen.
Heute ist die Kirche in Privatbesitz und wird als Café und Konzertsaal genutzt.

## Bauwerk
Der Bau ist eine gestreckte, ungewölbte Saalkirche mit schräg stehenden, niedrigen Strebepfeilern an den Kanten, die vier Fenster nach Süden hat. Die Umfassungsmauern bestehen aus Mischmauerwerk, im Osten mehr Feldstein, im Westen mehr Backstein. Die Chorseite hat ein profiliertes Mittelfenster, das von unterschiedlich großen spitzbogigen Blenden flankiert ist. Im Norden, Süden und Westen hat der Bau profilierte Portale. Ein Putzband dient als Horizontalabschluss.
Die Sakristei war ein zweigeschossiger Bau an der Nordseite im Verband mit dem Langhaus. Die Vorhalle war ein breiter Anbau vor dem Südportal. Der ursprünglich dreigeschossige Westturm ist nur wenig schmaler als das Langhaus. Das Erdgeschoss hat ein gestuftes Westportal mit darüberliegendem Fenster. Im ersten Obergeschoss befinden sich vier hohe und dicht gestellte Blenden an jeder frei stehenden Seite, die mit Spitzbögen oder gekuppelten Rundbögen abgeschlossen sind. Das etwas niedrigere zweite Obergeschoss hat vier Spitzbogenblenden. Die Turmgeschosse sind durch eingetiefte Putzbänder getrennt, die vor den Kanten endeten.
Der Ostgiebel ist ein siebenachsiger Staffelgiebel mit durchlaufenden Spitzbogenblenden, die von einem Windloch abgeschlossen sind. Dreiecksvorlagen, die fialenartig endeten sorgen für vertikale Trennung. Jede Giebelstufe hat ein eingefasstes Putzband, das jeweils über den gesamten Giebel läuft.